# USS Dale (DD-4)
USS Dale (DD-4) bio je četvrti američki razarač klase Bainbridge. Ime je dobio po Richardu Daleu.

## Povijest
Kobilica je položena 12. srpnja 1899. u brodogradilištu William R. Trigg u Richmondu. Porinut je 24. srpnja 1900. i u operativnu uporabi primljen je 2. listopada 1902.

### Operativna uporaba
U sastavu Sjeverno Atlantske Flote, Dale je krstario s Prvom Torpednom Flotilom duž obalna [Atlantskog oceana. 12. prosinca 1903. iz Norfolka kreće prema Filipinima na koje stiže 14. travnja 1904. Tu je obilazio otoke i obalu do 5. prosinca 1905. kad je stavljen u rezervu. 10. srpnja 1907. ponovno je vraćen u aktivnu službu te nastavlja s krstarenjima do Japana i Kine, bojnim vježbama i transportu pošte i putnika.
Nakon što su se Sjedinjene Države uključile u Prvi svjetski rat, Dale je od 30. lipnja do 1. kolovoza 1917. patrolirao ulazom u zaljev Manilu da bi nakon toga krenuo prema Gibraltaru gdje se pridružio drugim američkim ophodnim snagama. Kraj rata dočekao je u istočnom Mediteranu.
Gibraltar napušta 8. prosinca 1918. i vraća se u Charleston u Južnoj Karolini. Iz službe je povučen 9. srpnja 1919. i prodan kao staro željezo 3. siječnja 1920.

### Zapovjednici
Izvor podataka:
| - Harry Ervin Yarnell (24.10. 1902 - 1902 (u rezervi)) - Hutch Ingham Cone (1902 - 1904) - Harry Ervin Yarnell (1904 - 1905) - Samuel Brown Thomas (1905 - 5.12 1905) (Izvan službe od 5. prosinca 1905 do 10. srpnja 1907.) - Lewis Dean Causey (10.7 1907 - 1908) - George Vandenburgh Stewart (1908 - 23.7 1908) - Herbert Harlan Michael (23.7 1908 - 4.4. 1910) | - Frank Jack Fletcher (4.4 1910 - 3.1912.) - Fred Thomas Berry (3.1912 - 5.8 1914 - Wilfred Everett Clarke (5.8. 1914 - 1916) - Vaughn Kimball Coman (1916 - 1916) - Clarence McCutcheon McGill (1916 - 1917) - Edward William Hanson (1917 - 1.7. 1918) - Roy Pfaff (1.7. 1918 - 5.9. 1918) - Benjamin Harrison Lingo (5.9.1918. – 9.7.1919.) |